# Google China

Google China es una filial  de Google que, en algún momento de su existencia, se posicionó como la tercera página más visitada en toda China, después de Baidu y Soso.com. En el 2010, la búsqueda vía Google, incluyendo Google Mobile, fueron trasladadas de la China continental a Hong Kong.
Su participación de búsqueda en China bajó del 36,2% que tenía en agosto de 2009 al 1,7% en noviembre de 2013.

## Historia

### 2005 - 2009
Google China se fundó en el 2005 y fue liderada originalmente por Kai-Fu Lee, un antiguo ejecutivo de Microsoft y fundador de Microsoft Research Asia.  Microsoft demandó a Google y a Kai-Fu Lee por esta jugada, pero se logró un acuerdo confidencial entre ellos. Las oficinas de Google en Beijing estaban inicialmente ubicadas en la Torre NCI.
En 2005, una interfaz en idioma Chino fue desarrollada por la página Google.com. En enero de 2006, Google lanzó su buscador Google.cn, con base en China, que fue censurado por el Gobierno chino.
La oficina en Beijing fue trasladada al Parque de Ciencia Tsinghua a principios del 2006. Es una construcción de 10 pisos situada en el Parque de Ciencia Tsinghua. La oficina más nueva ha estado en uso desde septiembre de 2006. 
En marzo de 2009, el gobierno comunista chino bloqueó el acceso al sitio web YouTube, de Google, por mostrar a las fuerzas de seguridad chinas golpeando a manifestantes tibetanos. El acceso a otros servicios de Google en línea fueron denegados a usuarios en una base ad hoc.
El 4 de septiembre de 2009, después de cuatro años de dirigir Google China, Kai-Fu Lee anunció su sorpresiva renuncia para empezar un capital emprendedor en medio del debate por las políticas de censura del Gobierno chino y el decaimiento de la tasa de visita de Google a sus rivales Baidu y Soso.com.

### Fin de la auto-censura
En enero de 2010, Google anunció que, en respuesta a un ataque hacker de origen chino hacia ellos y otras compañías estadounidenses similares, se dejaría de filtrar resultados en China y se iría del país si fuese necesario.
El 23 de marzo de 2010, a las 03:00 horas en el horario de Hong Kong (UTC+8), Google ya se encontraba bajo fuerte control por parte del gobierno y la censura. En respuesta, Google empezó a redirigir todas las búsquedas de Google.cn a Google.com.hk (Google Hong Kong) y, así, sobrepasando los reguladores chinos y dando acceso a resultados sin censura. Hong Kong posee un poder judicial independiente y no está sometido a la mayoría de las leyes chinas, incluyendo aquellas que requieren la restricción de flujo libre de información y censura de internet.
David Drummond, vicepresidente de Google, declaró en el blog oficial de Google que las circunstancias alrededor de la censura del internet en China llevaron a Google a tomar tal decisión. Hong Kong es una Región Administrativa Especial con un nivel mayor de libertad de expresión, y Google.com.hk no censura resultados de búsqueda, siendo más eficaz para conectar y compartir información con usuarios de Internet en la China continental. El servicio de correo Google, Gmail, no se encuentra disponible para los usuarios de la China continental desde 2014, y lo mismo sucede con el navegador Chrome y buscadores basados en Google. Google ha mantenido que continúa con la búsqueda de oficinas de desarrollo en China junto con las oficinas de ventas para otros productos de Google como software de Smartphone del Android.
El 30 de marzo de 2010, la búsqueda por todos los buscadores de Google (no solo Google.cn, sino en todos los idiomas, como por ejemplo Google.co.jp o Google.com.au, etc), incluyendo Google Mobile, fueron bloqueados en la China continental. Cualquier intento de buscar algo usando Google resultaba en un error de DNS. Otros servicios de Google como Gmail o Google Maps no fueron afectados. Xiao Qiang, director del "China Internet Project" en UC Berkeley y fundador de la China Digital Times, se pronunció diciendo que el bloqueo en la China continental podría llegar a bloquear acceso a sitios de Google y aplicaciones relacionadas si el Gobierno chino quería.
La prohibición fue levantada un día después.
El 30 de junio de 2010, Google finalizó el redirigimiento automático de Google China a Google Hong Kong y, sin embargo, puso un enlace a Google Hong Kong para evitar que su licencia Internet Content Provider (ICP) sea confiscada.
El solo hecho de que Google terminase algunos de sus servicios en China, y las razones para ello, fueron censuradas en China.
En el 2013, Google paró de mostrar mensajes de aviso que se mostraban para usuarios de la China continental para aquellos que querían buscar frases políticamente sensibles en el buscador

## Ámbito empresarial

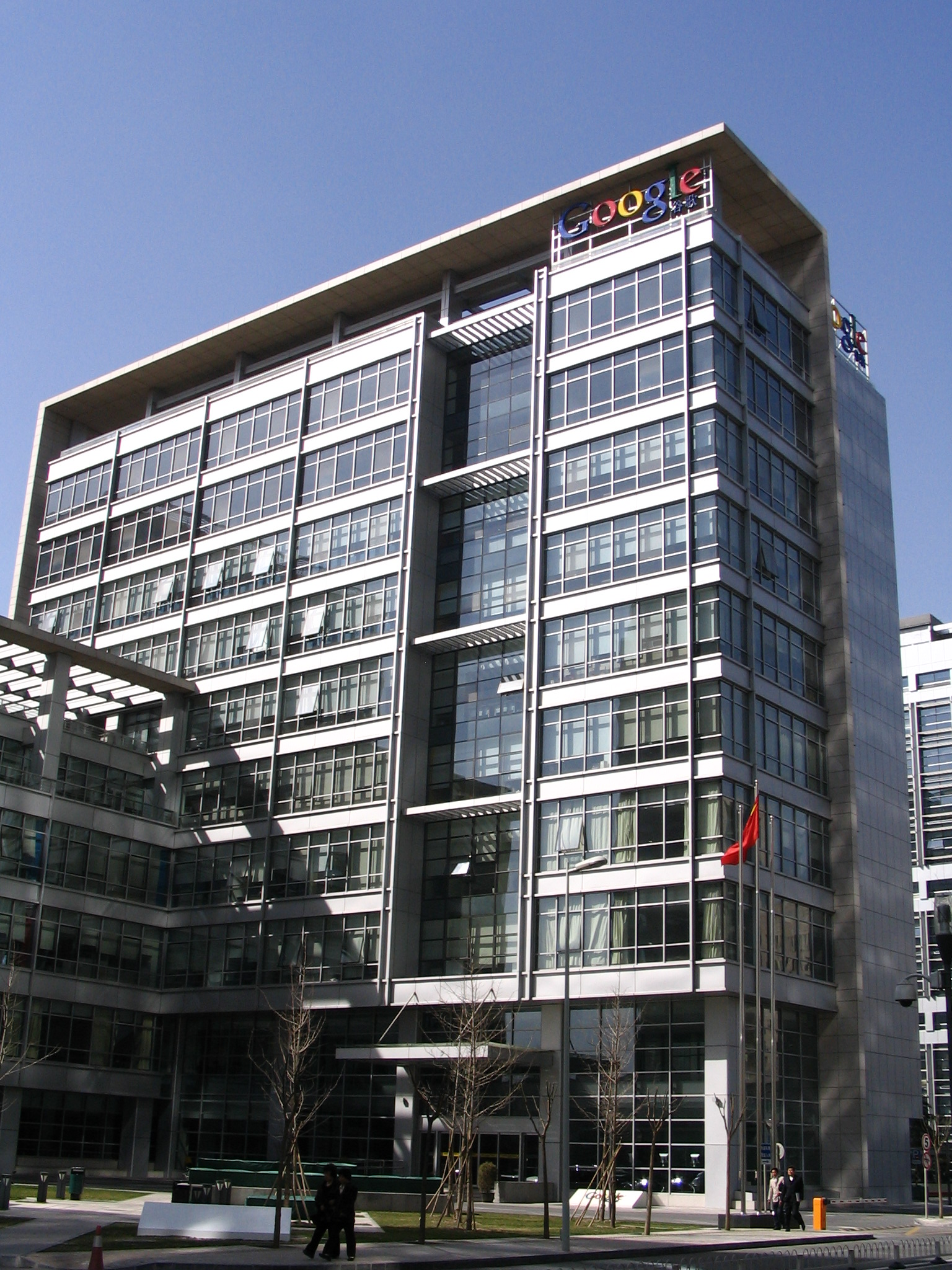
Sede de Google China en el Parque de Ciencia de la Universidad de Tsinghua en Beijing

Google China mantiene un mercado para los usuarios de internet de la China continental que estaba estimado, en julio de 2009, en 338 millones de personas. Este estimado ha subido de 45.8 millones desde junio del 2002, de acuerdo con un reporte de encuesta del Centro de Información de la Red China de Internet (CIRCI), publicada el 30 de junio de 2002. Un reporte de la CIRCI publicado un año y medio antes, el 17 de enero de 2001, mostró que los usuarios de internet de la China continental eran, aproximadamente, 22.5 millones. Este número era mucho más alto que el publicado por Iamasia, una compañía de calificación de internet privada. El primer reporte de la CIRCI, publicado el 10 de octubre de 1997, estimó que el número de usuarios de internet chinos, en ese momento, era menor de 650 mil personas.
Entre los competidores de Google China, están incluidos Baidu.com y Soso.com, comúnmente llamados «el Google de China» por su semejanza y similitud con Google. En agosto de 2008, Google China lanzó un servicio de descarga de música legal, llamado Google Music, debido a la oferta potencialmente ilícita del rival Baidu.

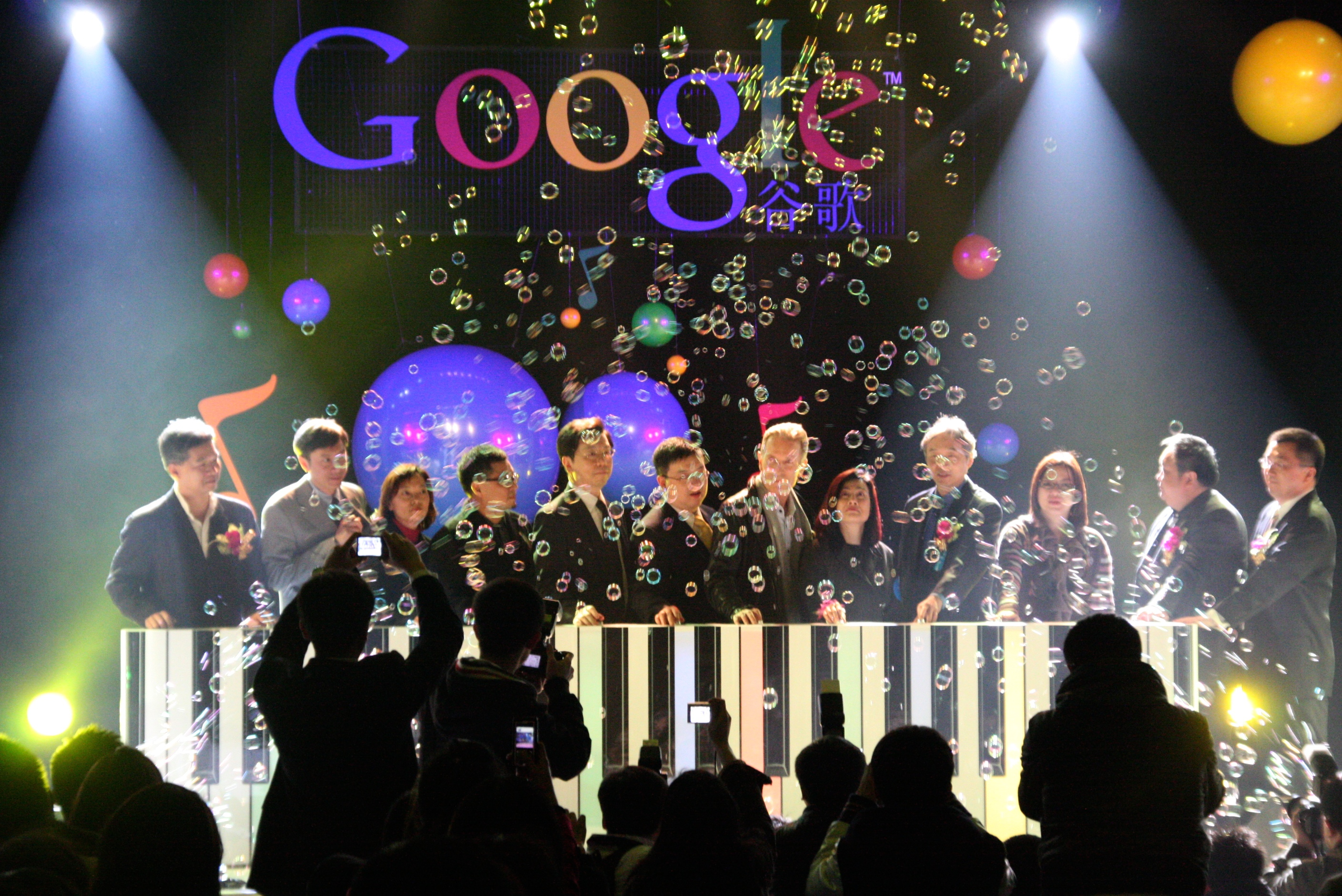
Conferencia de Google MUSIC.

En el 2010, Google China tuvo una cuota de mercado en China del 29% de acuerdo con Analysys International. En octubre de 2012, ese número bajó al 5%, y continuó bajando hasta el 1,7% en el 2013.

## Controversias
Antes del establecimiento de Google China, Google.com ya era accesible, aunque el contenido no estaba disponible en su totalidad debido a la censura. De acuerdo con estadísticas oficiales, Google.com podía accederse el 90% del tiempo, y solo un número de servicios no estaban disponibles.
Desde el anuncio de su intento para cooperar con la censura de Internet en China, Google China ha sido foco de controversia de lo que los críticos ven como la capitulación del «Proyecto del Gran Cortafuegos». Debido a su propia censura, cuando las personas buscan palabras prohibidas en chino en una lista de bloqueo mantenida por el gobierno popular chino, Google.cn mostraba la siguiente oración debajo de la página: «Debido a leyes, reglamentos y políticas locales, no se muestra parte de la búsqueda». Algunas búsquedas, como por ejemplo (hasta junio de 2009) «el hombre del tanque» fueron bloqueadas en su totalidad, con este único mensaje: «La búsqueda podría no cumplir con leyes, reglamentos, y políticas importantes, y no se puede mostrar».
Google argumentó que podría jugar un rol más útil a la causa de la libertad de expresión, participando en la industria IT china, en vez de estar cooperando y denegando acceso al mercado chino-continental. «Aunque al remover resultados no está cumpliendo con la misión de Google, al no proveer información (o una experiencia de usuario totalmente degradada) nos alejamos por completo de nuestra misión».
Un análisis de la PBS reportó diferencias claras entre resultados con combinaciones de palabras controversiales por buscadores censurados y no censurados. Google configuró sistemas de computadores dentro de China que trataron de acceder fuera del país. Si un sitio era inaccesible (por ejemplo, por el Gran Cortafuegos), entonces se agregaba a la lista negra de Google China.
En junio de 2006, el cofundador de Google Sergey Brin fue citado diciendo que, virtualmente, todos los clientes de Google en China estaban usando la versión no censurada de su página web.
Los críticos de Google en los Estados Unidos dijeron que Google China era una evidente violación al lema de Google, «Don't be evil».
El 9 de abril de 2007, el vocero de Google China, Cui Jin, admitió que el método de entrada de Google en pinyin «usó contenido no propio». Esto era en respuesta, el 6 de abril, a una petición de la compañía de buscadores China, Sohu, que Google parara de distribuir su método de entrada en pinyin porque, supuestamente, había copiado porciones del propio software de Sohu.
A principios de 2008, Guo Quan, un profesor de universidad que fue despedido después de fundar un partido de oposición democrático, anunció planes para demandar a Yahoo y a Google en los Estados Unidos por bloquear su nombre en los buscadores en la China continental.

### Operación Aurora
El 12 de enero de 2010, Google anunció que «ya no iba a continuar censurando» resultados en Google.cn, mencionando una infracción de cuentas de Gmail de activistas chinos de derechos humanos, incluyendo a miles de activistas involucrados con el defensor de los derechos humanos, Falun Gong, y cientos de activistas chinos en ultramar, en ramas como el cifrado, la propiedad intelectual y la democracia. La compañía se enteró de que los hackers habían accedido a dos cuentas de Gmail pero solo pudieron acceder a información «de» y «para» y los encabezados de asunto en esas cuentas. La investigación de la compañía hacia el ataque mostró que, al menos, otras 34 compañías fueron objeto de ataques similares. Dentro de las compañías que fueron atacadas están Adobe Systems, Symantec, Yahoo, Northrop Grumman y Dow Chemical. Los expertos dicen que el propósito de los ataques era el de ganar información sobre sistemas de armas, disidentes políticos y código fuente valioso que mantenía programas de software. Es más, docenas de cuentas de Gmail en China, Europa y en los Estados Unidos fueron regularmente accedidas por terceros, más por phishing y malware en las computadoras de los usuarios que por un hueco de seguridad de Google. Aunque Google no acusó explícitamente al gobierno chino de los ataques, se ha pronunciado en el que no iba censurar más resultados en Google.cn, y que iba a discutir, después de unas cuantas semanas, «la base en la que podamos ser un buscador sin filtros que coopere con la ley, si se puede. Reconocemos que esto pueda significar cerrar Google.cn y nuestras oficinas en China».  Google.cn cerró, como era de esperarse, su filtro de resultados. Sin embargo, el filtro fue reactivado sin ninguna explicación. Los resultados en chino con las palabras «Tiananmen» o «4 de junio de 1989» aparecían censuradas.
El 13 de enero de 2010, la agencia de noticias AHN reportó que el Congreso de los Estados Unidos planeaba investigar las alegaciones de Google en el que el Gobierno chino estaba usando el servicio de la compañía para espiar activistas chinos de los derechos humanos. En un discurso hecho por la Secretaría de Estado de Estados Unidos Hillary Clinton, fueron hechas analogías entre el Muro de Berlín y el internet libre y censurado. Se publicaron artículos en idioma chino, alegando que Estados Unidos usaba el internet como un medio para construir una hegemonía mundial basada en valores occidentales. El problema de la política alterada de Google hacia China ha sido citada como un desarrollo potencialmente mayor en relaciones internacionales, haciendo una separación entre el capitalismo autoritario y el modelo occidental del libre capitalismo y acceso a internet.
El Gobierno chino ha hecho, desde ese entonces, numerosas declaraciones al respecto, pero no ha tomado ninguna acción. También ha criticado a Google al no dar evidencia para demostrar su acusación. Hubo algunas acusaciones hechas por Baidu, un buscador chino competencia de Google, ante el cual Google estaba retrocediendo más por razones financieras que por razones humanitarias. Baidu era el líder del mercado en China, con cerca del 60% de la tasa de mercado, comparado con el 31% de Google, mientras que Yahoo se posicionaba  tercero con menos del 10%. People's Daily publicó un severo op-ed hacia Google en donde se criticaba a los líderes occidentales por politizar la forma en la que China controla el acceso de sus ciudadanos al internet, diciendo que «la implementación del monitoreo de acuerdo a un contexto nacional de un país es lo que cualquier gobierno tiene que hacer», y que la necesidad de China de censurar el internet es más grande que en los países desarrollados. «La sociedad china tiene, generalmente, menos información sobre la capacidad que los países desarrollados como los Estados Unidos...»

## En medios de comunicación
Según Joseph Cheng, profesor de ciencia política de la Universidad de la ciudad de Hong Kong, el Partido Comunista Chino estaba usando el nacionalismo chino para prevenir algún debate acerca de la censura. Al criticar la exporación cultural que, en este caso, es la localización de Google en China, da argumentos para justificar el control de censura de las autoridades chinas.
Las autoridades chinas están acusadas de controlar los medios de comunicación estatales para amarrar a Google con otras disputas recientes con Estados Unidos, que han creado un sentimiento nacionalista en China.
Isaac Mao, un importante experto chino en internet, ha especulado que el 90% de usuarios de internet en China no les importa si Google se va o no. Entre los usuarios de internet chinos que apoyan firmemente a que Google se quede en China, sin ninguna censura, (o irse de China para tener neutralidad e independencia), varios de ellos están acostumbrados a usar proxies para acceder a las páginas web bloqueadas.

## Censura
El Gobierno chino es muy conocido por su duro y largo control en el acceso de internet en la China continental, regulando lo que los ciudadanos pueden leer, ver, o publicar en la web. Las autoridades chinas emplearon a más de 2 millones de personas en el 2013 para monitorear la actividad web en los blogs y redes sociales como Weibo, la red social más popular del país, y bloquear acceso a temas que pueden ser sensibles. Sin embargo, se hace más grande el problema de la libertad de expresión y la censura. Se recuerda que China no es el único país que recurre a censurar la libertad de expresión, pero es el más duro. Este país, sin embargo, se preocupa por la estabilidad y el crecimiento económico y, ya que está muy orgullosa de su soberanía nacional, necesita más control de la información. Y sí, esto parece ser el corazón de su modelo político. Basado en la consideración política, el Gobierno chino todavía insiste en su posición por un internet libre con una buena regulación, después de una gran preocupación con la declaración de Google de una posible retirada del país.

### Acontecimientos siguientes
Desde el 27 de mayo de 2014, varios servicios de Google estaban bajo sospecha de haber sido objeto de interferencia maliciosa del Gran Cortafuegos de China. Por ello, varios de sus usuarios no pudieron acceder al servicio. Desde ese día, los usuarios de la China continental se dieron cuenta de que varios sub-sitios de Google y otros servicios de Google (Google Play, Gmail, Google Docs, etc) se encontraban inaccesibles y no se podían usar normalmente, incluyendo el inicio de sesión en Google. Aunque algunos de sus servicios permanecieron en funcionamiento, como Google Maps y Google Translate, varios usuarios de varias partes de China seguían sin poder acceder. En la noche del 10 de julio de 2014, los usuarios fueron capaces de usar Google nuevamente y visitar los servicios de Google más relevantes, incluyendo la búsqueda y varios plug-ins. Sin embargo, el 11 de julio, varios usuarios reportaron de que los servicios de Google estaban de baja otra vez.

### El bloqueo de Google
La razón para el bloqueo de este sitio web era el de controlar el contenido del internet en China, mientras que el gobierno se preparaba para las elecciones de un nuevo presidente en esos momentos. En el 25.º aniversario de la masacre de la Plaza Tiananmen, las autoridades chinas bloquearon varios sitios web y motores de búsquedas. «El bloqueo estaba siendo de índole indiscriminada, ya que todos los servicios de Google de cualquier país, encriptados o no, ahora están bloqueados en China. Este bloqueo incluye el motor de búsqueda de Google, imágenes, traductor, Gmail y la mayoría del resto de productos. Es más, el bloqueo incluye Google Hong Kong, Google.com y todas las versiones de Google locales (como, por ejemplo, Google Francia). Fue la censura más fuerte jamás realizada».
La compañía empezó a redirigir los resultados de búsqueda de los usuarios chinos a su sitio web en Hong Kong, lo cual obligó al gobierno chino a no solo bloquear Google, sino también otros motores de búsqueda que también eran accesibles en velocidades de internet más lentas y con conectividad menos segura, como Wikipedia, The Wall Street Journal, YouTube.com, LinkedIn y Facebook.

### Censura de palabras
Google añadió una característica de software nueva, donde los usuarios serían advertidos cuándo  escriben en palabra censurada o bloqueada en China. Google empezó para ofrecer sugerencias sobre posibles palabras sensibles prohibidas en China. China mantiene un control muy duro sobre el Internet, neutralizando cualquier señal de retar al liderazgo del Partido Comunista gobernante. Por ejemplo, buscando el carácter chino «jiang» — que significa «río», pero es también un apellido común — estuvo bloqueado después de unos males rumores sobre la muerte de Jiang Zemin, Secretario General anterior del Partido Comunista de China.

### Google vs. China
Google ha tenido una relación fría con las autoridades chinas desde enero del 2010, cuando la compañía se pronunció diciendo que podría dar de baja sus operaciones en China debido a un ciberataque sofisticado por parte de hackers chinos. Google dijo que ya no iba a censurar más su buscador en China. Mientras Jiang Yu, un vocero del ministerio extranjero de China, promovía el «desarrollo del internet» del Gobierno chino, Wang Chen, de la Oficina de Información del Consejo Estatal de China defendió la censura en línea: «Mantener la operación segura del internet y el flujo seguro de la información es un requisito fundamental para garantizar la seguridad del Estado y los intereses fundamentales de las personas, promoviendo el desarrollo económico y la properidad cultural, mientras se mantiene una sociedad estable y armoniosa». En el 2014, en respuesta a una serie de ataques terroristas, China hizo que todos los servicios de Google estuvieran inusables al hacer más dura su censura en internet.